# Saint-Valery
Saint-Valery è un comune francese di 61 abitanti situato nel dipartimento dell'Oise della regione dell'Alta Francia.

## Società

### Evoluzione demografica
Abitanti censiti